# Dorian Lévêque
Dorian Lévêque, né le 22 novembre 1989 à Hyères, est un footballeur français évoluant au poste d’arrière gauche.

## Biographie

### US Boulogne
Formé à Annecy, il découvre la Ligue 1 lors de la 26e journée de la saison saison 2009–2010, en étant titularisé pour un déplacement à Monaco. Il enchaînera d'ailleurs 5 titularisations consécutives en Ligue 1 jusqu'à la 30e journée de cette même saison. 

### En Avant Guingamp
En fin de contrat, il signe ensuite à Guingamp en National. Il connaît une montée en Ligue 2 dès la première saison et il est titulaire au poste d'arrière gauche. Atteint d'une infection après deux opérations à la cheville, il est indisponible une grande partie de la saison 2012-2013, ne jouant son premier match de la saison que le 19 avril 2013, face au Mans FC, lors duquel il fit un retour remarqué en obtenant la note de 8 sur 10 dans France Football et figurant dans l'équipe type de cette 33e journée.

### Annecy FC
Libéré de son contrat par le PAOK Salonique où il n'aura pris part qu'à une seule rencontre, il rejoint son club formateur, l'Annecy  FC en février 2019. Il prend part au stage UNFP avant de s’engager au Mans FC promu en ligue 2.

### Le Mans FC
Il trouve un point de chute le 19 juillet 2019, s'engageant en faveur du Mans FC, promu en Ligue 2 pour la saison 2019-2020. Au terme de la saison, le club est relégué en National et il est libre de tout contrat.

### GFA Rumilly-Vallières
Il rejoint le GFA Rummily-Vallières en National 2 pour la saison 2020-2021. L'équipe atteint les demi-finales de la Coupe de France et s'incline face à Monaco (5-1). 

### Fin de carrière
Il annonce en octobre 2021 la fin de sa carrière en raison de blessures à répétition. « Douze ans après mon premier contrat professionnel, la santé a malheureusement pris le dessus sur la passion qui m’a animé et fait surmonter beaucoup d’épreuves jusqu’à présent », écrit-il sur son compte Instagram. Il a été victime notamment d'un staphylocoque puis d'un début d'algodystrophie.

## Statistiques
| Saison                | Club                  | Championnat           | Championnat | Championnat | Coupe nationale | Coupe nationale | Coupe de la Ligue | Coupe de la Ligue | Compétition(s) continentale(s) | Compétition(s) continentale(s) | Compétition(s) continentale(s) | Total | Total |
| Saison                | Club                  | Division              | M.          | B.          | M.              | B.              | M.                | B.                | Comp.                          | M.                             | B.                             | M.    | B.    |
| 2009-2010             | US Boulogne           | Ligue 1               | 6           | 0           | 2               | 0               | -                 | -                 | -                              | -                              | -                              | 8     | 0     |
| 2010-2011             | EA Guingamp           | National              | 35          | 2           | 3               | 0               | 2                 | 0                 | -                              | -                              | -                              | 40    | 2     |
| 2011-2012             | EA Guingamp           | Ligue 2               | 24          | 0           | 2               | 0               | 2                 | 0                 | -                              | -                              | -                              | 28    | 0     |
| 2012-2013             | EA Guingamp           | Ligue 2               | 4           | 0           | -               | -               | -                 | -                 | -                              | -                              | -                              | 4     | 0     |
| 2013-2014             | EA Guingamp           | Ligue 1               | 18          | 0           | 3               | 0               | 1                 | 0                 | -                              | -                              | -                              | 22    | 0     |
| 2014-2015             | EA Guingamp           | Ligue 1               | 18          | 1           | 2               | 0               | 1                 | 0                 | C3                             | 5                              | 0                              | 26    | 1     |
| 2015-2016             | EA Guingamp           | Ligue 1               | 14          | 1           | -               | -               | 1                 | 0                 | -                              | -                              | -                              | 15    | 1     |
| 2016-2017             | EA Guingamp           | Ligue 1               | 2           | 0           | -               | -               | 2                 | 0                 | -                              | -                              | -                              | 4     | 0     |
| Sous-total            | Sous-total            | Sous-total            | 113         | 4           | 10              | 0               | 9                 | 0                 | -                              | 5                              | 0                              | 137   | 4     |
| 2017-2018             | PAOK                  | Super League          | 1           | 0           | -               | -               | -                 | -                 | -                              | -                              | -                              | 1     | 0     |
| 2018-2019             | FC Annecy             | National 2            | 3           | 0           | -               | -               | -                 | -                 | -                              | -                              | -                              | 3     | 0     |
| 2019-2020             | Le Mans FC            | Ligue 2               | 4           | 0           | 0               | 0               | 1                 | 0                 | -                              | -                              | -                              | 5     | 0     |
| 2020-2021             | GFA Rumilly-Vallières | National 2            | 1           | 0           | 6               | 0               | -                 | -                 | -                              | -                              | -                              | 7     | 0     |
| Total sur la carrière | Total sur la carrière | Total sur la carrière | 128         | 4           | 18              | 0               | 10                | 0                 | -                              | 5                              | 0                              | 161   | 4     |

## Palmarès
- Coupe de France : 2014